# Summer of '42
Summer of '42 is een Amerikaanse filmdrama uit 1971 onder regie van Robert Mulligan.

## Verhaal
De tienerjongens Hermie, Oscy en Benjie brengen de zomer van het oorlogsjaar 1942 door op een eiland voor de kust van New England. Ze fantaseren voortdurend over meisjes, waar ze mee naar bed willen. Hermie wordt verliefd op de jonge oorlogsweduwe Dorothy. Er bloeit al vlug een romance tussen hen beiden.

## Rolverdeling
| Acteur              | Personage |
| ------------------- | --------- |
| Jennifer O'Neill    | Dorothy   |
| Gary Grimes         | Hermie    |
| Jerry Houser        | Oscy      |
| Oliver Conant       | Benjie    |
| Katherine Allentuck | Aggie     |
| Christopher Norris  | Miriam    |
| Lou Frizzell        | Drogist   |

## Prijzen en nominaties
| Jaar | Prijs  | Categorie                | Genomineerde(n)  | Uitslag     |
| ---- | ------ | ------------------------ | ---------------- | ----------- |
| 1972 | Oscars | Beste originele scenario | Herman Raucher   | Genomineerd |
| 1972 | Oscars | Beste originele muziek   | Michel Legrand   | Gewonnen    |
| 1972 | Oscars | Beste camerawerk         | Robert Surtees   | Genomineerd |
| 1972 | Oscars | Beste montage            | Folmar Blangsted | Genomineerd |